# 東京都道184号奥多摩あきる野線

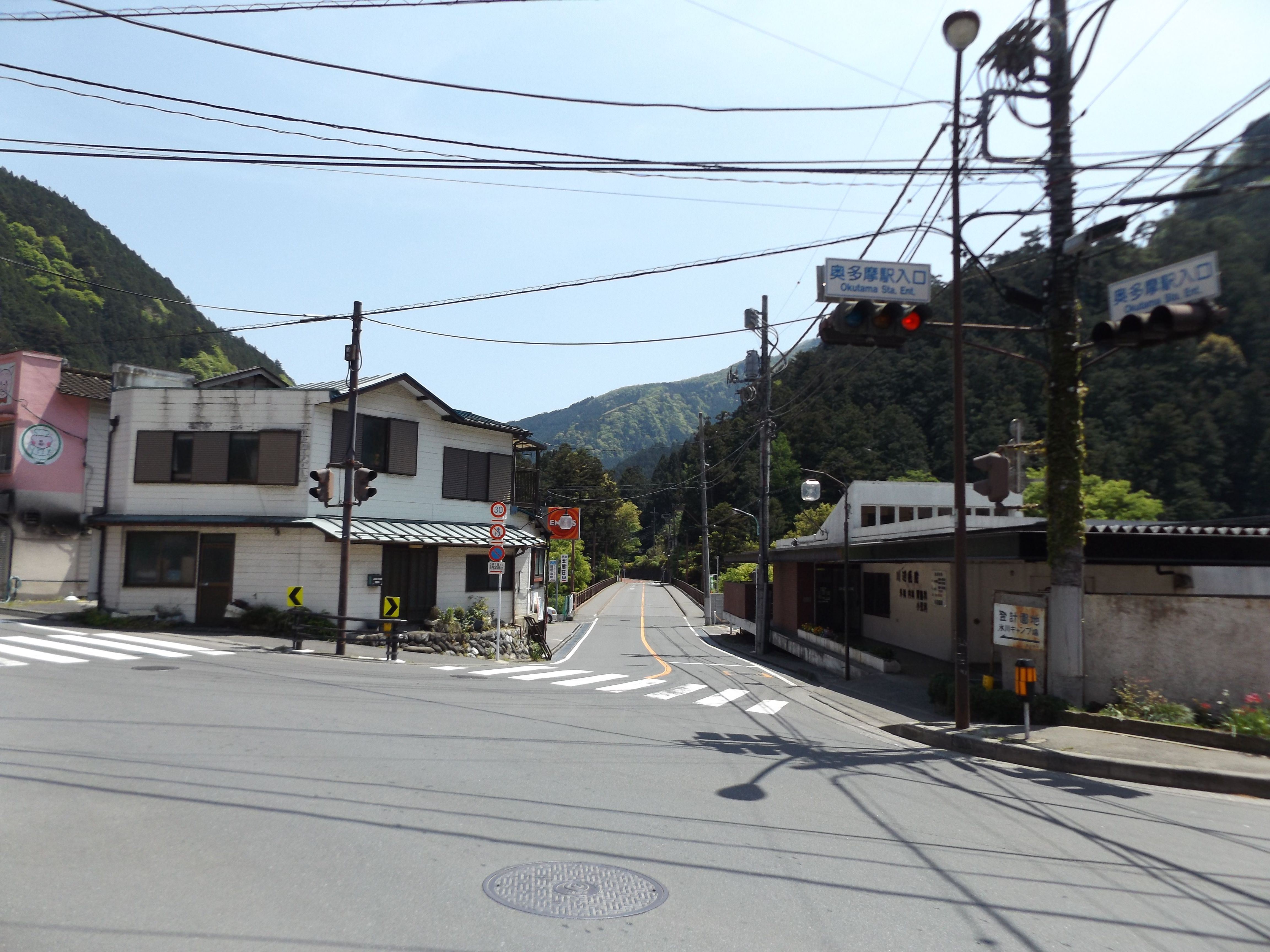
起点：奥多摩駅入口交差点（国道411号との交点）

東京都道184号奥多摩あきる野線（とうきょうとどう184ごう おくたまあきるのせん）は、東京都西多摩郡奥多摩町から東京都あきる野市に至る一般都道である。通称名は国道411号（滝山街道）交点から東京都道31号青梅あきる野線（秋川街道）交点に至る区間が「永田橋通り」、奥多摩町内に所在する区間が東京都道45号奥多摩青梅線の一部と合わせて「多摩川南岸道路」である。

## 概要
東京都西多摩郡奥多摩町を通る国道411号・奥多摩駅入口交差点および愛宕大橋交差点から分岐し、同郡日の出町を経てあきる野市を通る国道411号（滝山街道）・菅瀬橋交差点および瀬戸岡交差点で接続する路線。奥多摩町のバイパスを含む一部区間は、多摩川南岸道路を構成する路線であり、日の出町 - あきる野市のバイパス道路では、首都圏中央連絡自動車道（圏央道）と日の出インターチェンジ（IC）で接続される。奥多摩町 - 青梅市 - 日の出町にかけて、標高900メートル (m) 級の御岳山、日の出山という奥多摩の山々によって阻まれ、この区間が一般車両不通区間となっている。

### 路線データ
- 起点
  - 現道：東京都西多摩郡奥多摩町氷川 国道411号交点（奥多摩駅入口交差点）
  - 新道：東京都西多摩郡奥多摩町氷川 国道411号交点（愛宕大橋交差点）
- 終点
  - 現道：東京都あきる野市菅生 国道411号交点（菅瀬橋交差点）
  - 新道：東京都あきる野市瀬戸岡 国道411号交点（瀬戸岡交差点）
- 延長：26,526 m
- 面積：202,840 m2
- 通称：秋川街道（一部）
- 都市計画路線名：秋多3・5・7、秋多3・4・6
- 都道認定要件：二以上の市町村と主要地とを連絡する道路

## 路線状況

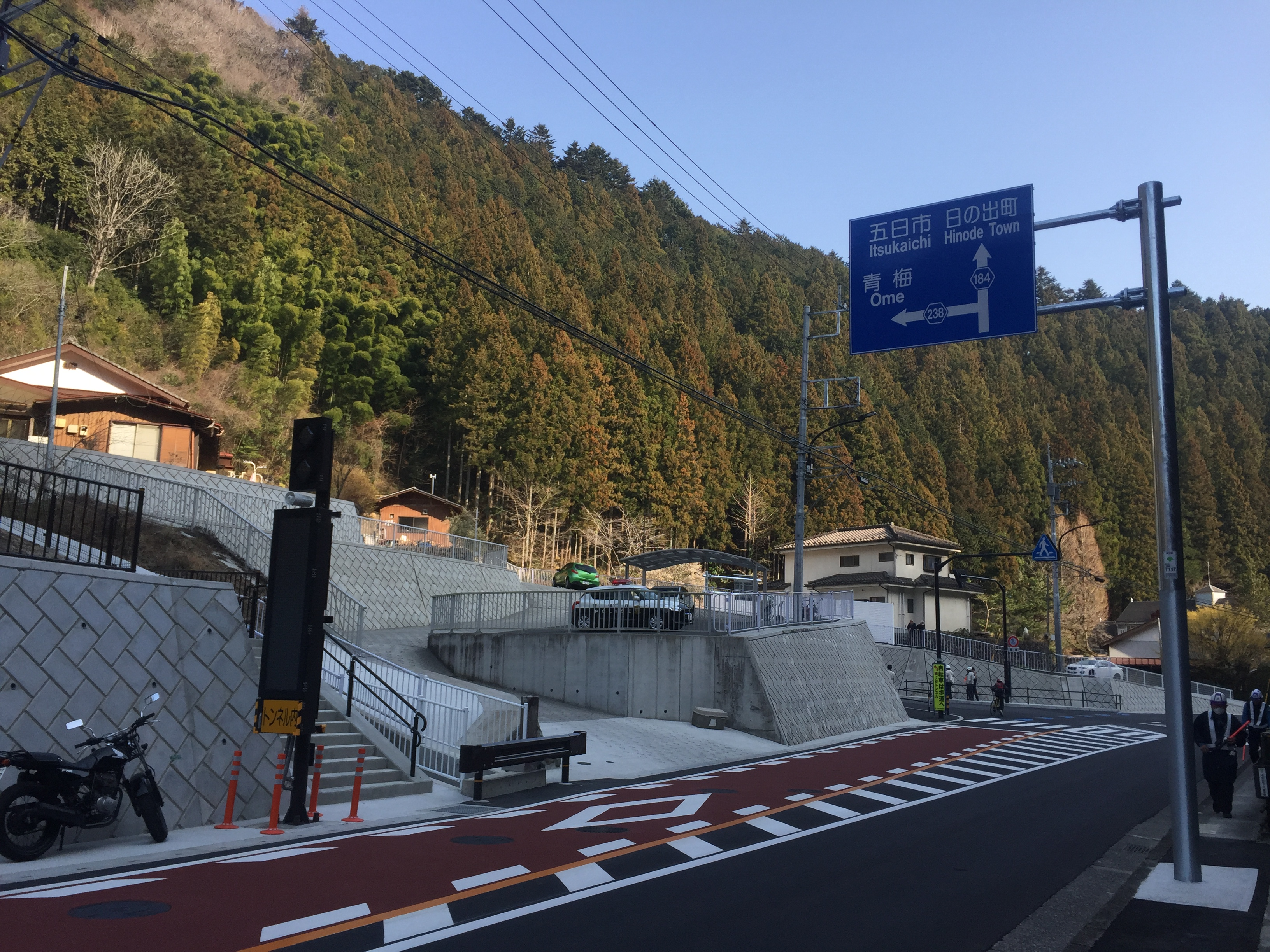
梅ヶ谷トンネル大久野側分岐点（肝要の里付近）。東京都道238号大久野青梅線（新道）に接続し、大久野地区からは秋川街道へ大回りせずに青梅・奥多摩に抜ける事が可能となった。

道路の大部分が2車線で、山奥に進むと幅員が狭くなり2車線未満になる。奥多摩町では、多摩川南岸道路とよばれるバイパス道路が整備され、日の出町の終点付近は圏央道日の出ICと国道411号とを連絡する4車線のバイパス道路が整備されている。一般車両が通行できるのは、奥多摩町側が海澤にある奥多摩霊園付近まで、日の出町側が大久野にある不動尊前までで、それぞれ行き止まりとなる。一般車両不通区間は、御岳山と日の出山へと延びる登山道によって結ばれる。なお、日の出町側の大久野の「肝要の里」付近の無名交差点で東京都道238号大久野青梅線の新道に接続し、新たに開通した「梅ヶ谷トンネル」を介して、青梅・奥多摩方面へ抜ける事が出来るようになった。

### 別名
- 多摩川南岸道路 ＝東京都通称道路名設定公告（2014年4月1日）整理番号164
- 秋川街道：つるつる温泉入口 - かやくぼ交差点（東京都道31号青梅あきる野線との重複区間）＝東京都通称道路名設定公告（1963年6月18日）整理番号57
- 永田橋通り：かやくぼ交差点 - 瀬戸岡交差点  ＝東京都通称道路名設定公告（2014年4月1日）整理番号159
日の出町大久野を通る東京都道31号青梅あきる野線（秋川街道）・かやくぼ交差点からJR青梅線の福生駅へ通じる通りで、多摩川に架かる永田橋を渡る。かやくぼ交差点 - 国道411号交点の区間が、都道奥多摩あきる野線の指定を受けている。

### 支線

#### 支線1（多摩川南岸道路）

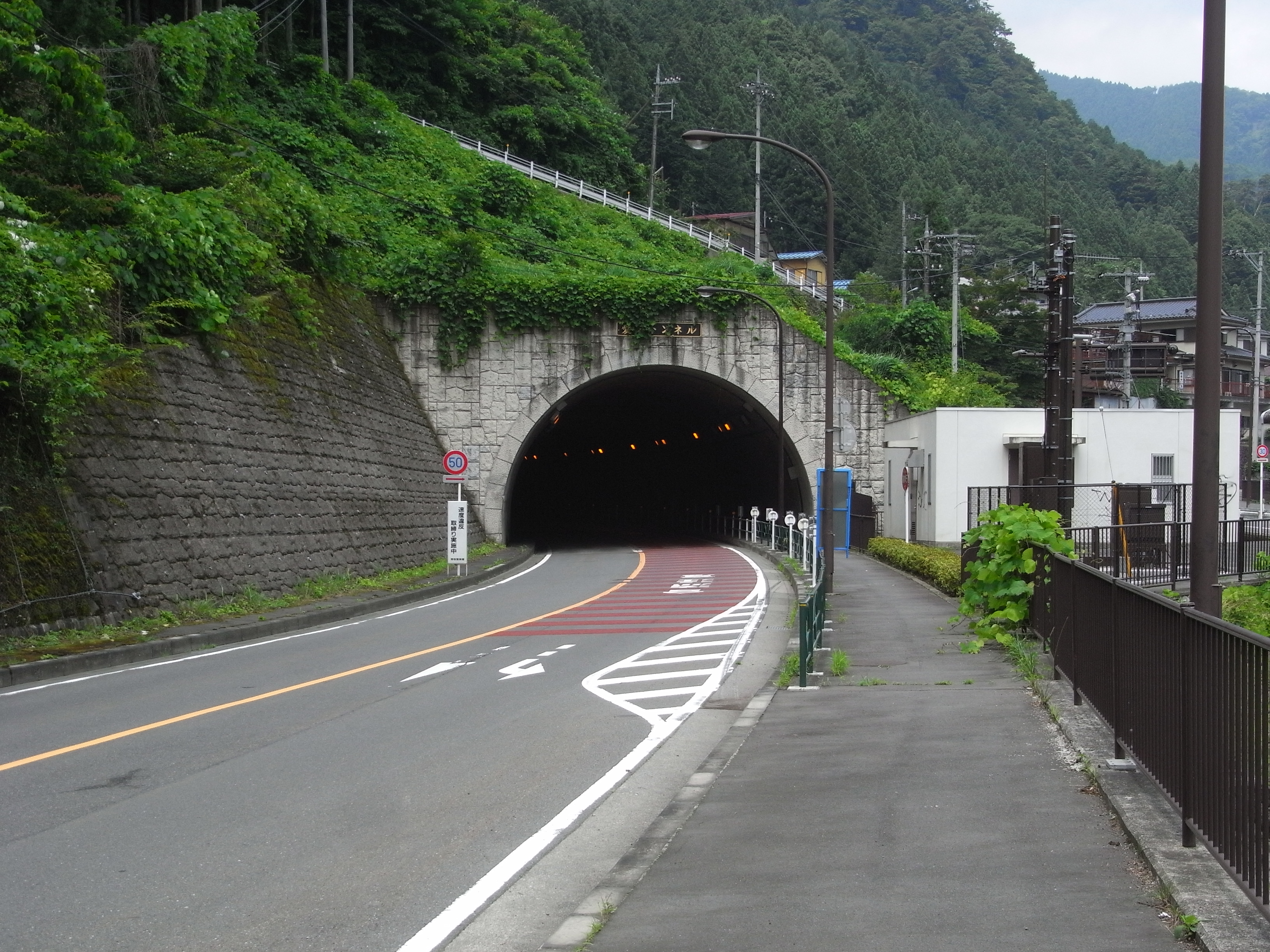
1998年3月竣功の愛宕トンネル

- 愛宕大橋交差点（国道411号交点） - 愛宕トンネル（全長1,043 m） - 愛宕トンネル東交点（奥多摩町）
  - 国道411号の迂回路として東京都が推進している多摩川南岸道路の一部である。奥多摩町海沢地区から海沢大橋を経由して国道411号と接続していることから、行楽シーズンを中心に渋滞する国道411号奥多摩駅付近の迂回路として機能しており、案内標識もこちらに誘導している。

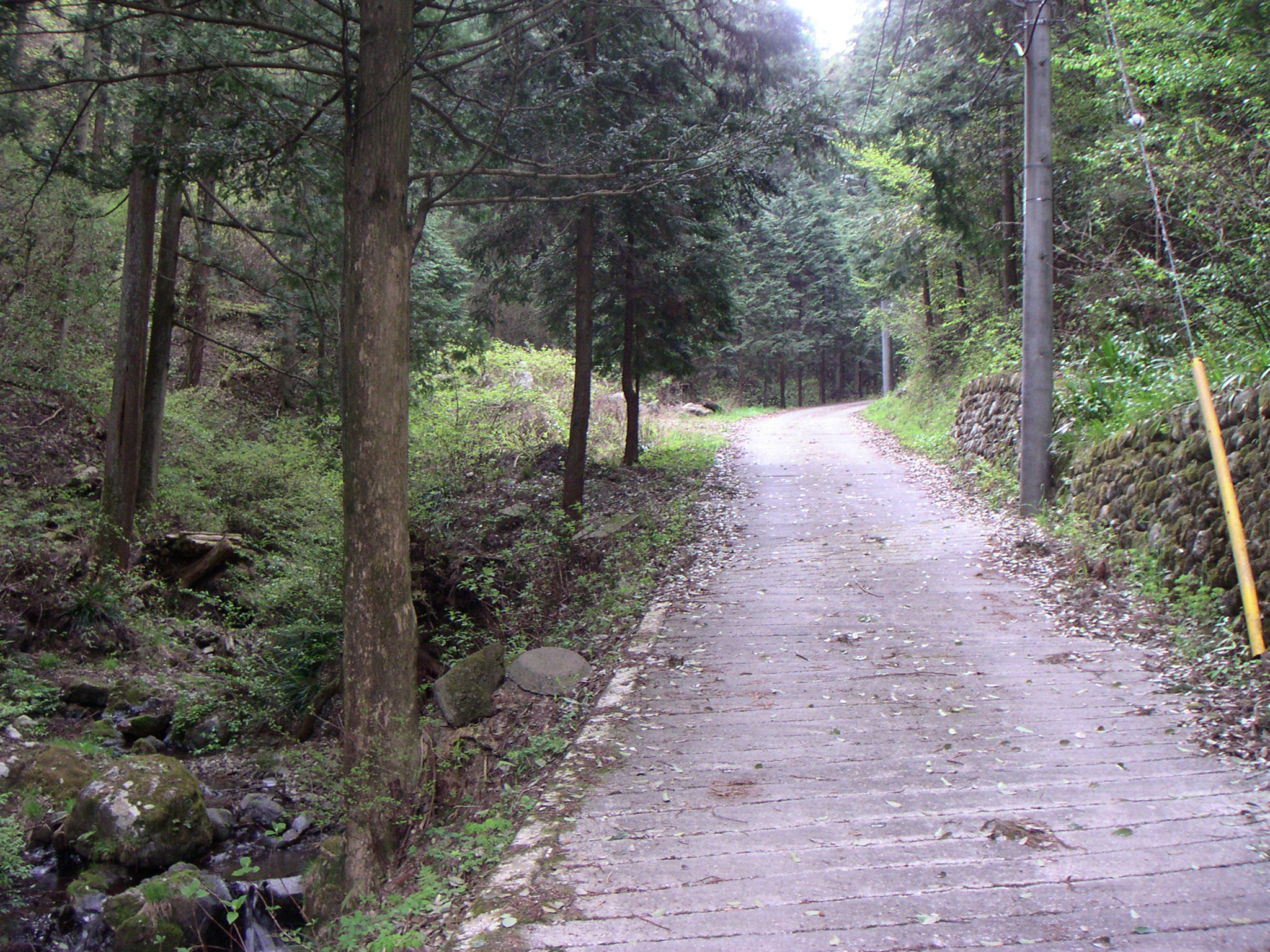
日の出町山間部の一般車通行止め区間

#### 支線2
- 下平井交差点（日の出町） - 瀬戸岡交差点（あきる野市）
  - 三吉野工業団地の北縁を通り、圏央道 日の出インターチェンジに接続する新道である。

### 重複区間
- 東京都道201号十里木御嶽停車場線（一般車両通行不可区間内に存在しており、道路地図上では書かれていないものが多く、自動車の通行が出来ない区間としての重複区間は全国的にも珍しい）
- 東京都道31号青梅あきる野線：つるつる温泉入口 - かやくぼ交差点

### 道路施設
- 愛宕大橋（奥多摩町、多摩川南岸道路、多摩川）
- 愛宕トンネル（奥多摩町氷川、多摩川南岸道路）
- 昭和橋（奥多摩町、多摩川）

## 地理

### 通過する自治体
- 東京都
  - 西多摩郡奥多摩町 - 青梅市 - 西多摩郡日の出町 - あきる野市

### 交差する道路
本線
- 国道411号（青梅街道）：奥多摩駅入口交差点[注釈 1]
- 東京都道238号大久野青梅線（新道・梅ヶ谷トンネル）：肝要の里付近の無名交差点
- （重複区間）東京都道31号青梅あきる野線（秋川街道）：つるつる温泉入口 - かやくぼ交差点
- 東京都道185号山田平井線（山田通り）：西平井交差点
- （支線分離）（永田橋通り）：下平井交差点
- 国道411号（滝山街道）：菅瀬橋交差点

支線2
- （本線から）（永田橋通り）：下平井交差点
- 首都圏中央連絡自動車道：日の出インターチェンジ
- 国道411号（滝山街道）、東京都道165号伊奈福生線（永田橋通り）：瀬戸岡交差点

### 沿線
- 氷川キャンプ場（西多摩郡奥多摩町氷川）
- 奥多摩町立氷川中学校（西多摩郡奥多摩町氷川）
- 海沢駐在所（西多摩郡奥多摩町海澤）
- 太平洋セメント西多摩鉱業所（西多摩郡日の出町大久野）
- 日の出町立大久野小学校（西多摩郡日の出町大久野）
- 日の出町役場（西多摩郡日の出町平井）
- 日の出町立平井小学校（西多摩郡日の出町平井）
- 曹洞宗保泉院（西多摩郡日の出町平井）